# Padornelo
Padornelo é uma povoação portuguesa sede da Freguesia de Padornelo do Município de Paredes de Coura, freguesia com 9,65 km² de área e 412 habitantes (censo de 2021), tendo, por isso, uma densidade populacional de 42,7 hab./km².

## Demografia
A população registada nos censos foi:
| Distribuição da População por Grupos Etários | Distribuição da População por Grupos Etários | Distribuição da População por Grupos Etários | Distribuição da População por Grupos Etários | Distribuição da População por Grupos Etários |
| -------------------------------------------- | -------------------------------------------- | -------------------------------------------- | -------------------------------------------- | -------------------------------------------- |
| Ano                                          | 0-14 Anos                                    | 15-24 Anos                                   | 25-64 Anos                                   | > 65 Anos                                    |
| 2001                                         | 46                                           | 56                                           | 217                                          | 139                                          |
| 2011                                         | 56                                           | 42                                           | 222                                          | 117                                          |
| 2021                                         | 49                                           | 37                                           | 209                                          | 117                                          |